# 黒田耕平
黒田 耕平（くろだ こうへい、1982年10月7日 - ）は、日本の俳優である。大阪府富田林市出身。身長177cm。血液型AB型。

## 略歴
2003年、舞台『25:00』で俳優デビュー。
2006年、特撮ドラマ『魔弾戦記リュウケンドー』の白波鋼一 / 魔弾闘士リュウジンオー役で知名度をあげる。白波の服装の黒コートや金髪、黒いマニキュアなどの独特の出で立ちは黒田自身の考案であったとされている。『リュウケンドー』放送時点で全ての撮影は撮り終え黒髪に戻していたため、2006年の『てれびくん9月号』の付録『魔弾戦記リュウケンドースペシャルDVD』は撮影のためにもう一度金髪にしている。
2008年、映画『トミカヒーロー レスキューフォース 爆裂MOVIE マッハトレインをレスキューせよ!』では白波鋼一を思わせる黒衣の金髪花屋を演じた（着ている服は当時と同じである）。
デビュー時はビリーフアイレスに所属していたが、解散によりラ・セッテに移籍。2011年4月に退所。
2013年、劇団コラソン加入。舞台のみならず映画やドラマに参加。

## 出演

### テレビドラマ
- 恋する!?キャバ嬢 第11話（2006年3月26日、テレビ東京）
- 魔弾戦記リュウケンドー（2006年4月 - 12月、テレビ愛知）白波鋼一 / 魔弾闘士リュウジンオー 役
- 警視庁捜査一課9係 第6話（2006年5月24日、テレビ朝日）
- 怨み屋本舗 第8話（2006年9月1日、テレビ東京）松岡英輝 役
- 恋のから騒ぎドラマスペシャルIII〜荷台に乗せられた女（2006年9月26日、日本テレビ）
- 月曜ゴールデン「財務捜査官・雨宮瑠璃子3」（2007年2月26日、TBS）
- のぞき屋（2007年4月 - 7月、テレビ東京）スマイル 役
- ラブシャッフル 第4話（2009年2月6日、TBS）
- 探偵Xからの挑戦状!2 （2009年11月、NHK総合）
- 風に向って走れ!芸大女子駅伝部（2010年5月、朝日放送・大阪芸術大学 産学協同ドラマ）
- 水曜ミステリー9「監察医・篠宮葉月 死体は語るシリーズ」（2012年11月28日 - 、テレビ東京）橋田徹 役
- さよなら、キノコ（2012年6月、BeeTV）
- スニーカージェネレーション（2012年11月2日、千葉テレビ・大阪芸術大学 産学協同ドラマ）
- 都市伝説バスター 第5話〜8話（2014年7月 - 9月 、チバテレ）
- 妖怪女学園（2014年11月 - 、チバテレ）
- 全力離婚相談 第3話（2015年1月 - 、NHK）カスミン 役

### 舞台
- 25:00（2003年12月17日 - 21日）
- 飛龍伝（2004年6月11日 - 13日）
- K.O.B ノックアウトブラザー 2004（2004年8月4日 - 15日）
- ジャンプフェスタ2005 BLEACH スペクタクルステージ（2004年12月18日・19日）朽木白哉 役
- +ism. 第2回公演「EDGE SUMMER」（2006年9月2日・3日）
- 幻灯記 KUKAI（2006年10月24日 - 11月5日）
- +ism. 第3回公演「THE Winter's Sigh」（2007年2月10日 - 12日）
- +ism. 第4回公演「Punk autumn!!」（2007年10月6日 - 8日）
- CORNFLAKES 弟3回公演「体感季節」（2007年11月17日 - 25日）
- +ism. 第5回公演「PLUSTICISM」（2008年2月21日 - 24日）
- ソ・ノ・ラ・マ「クローンの法則」（2008年3月20日 - 23日）
- pnish* プロデュースvol.3「リバースヒストリカ」（2008年4月14日 - 20日）
- +ism. 第6回公演「MURAISM」（2008年11月12日 - 18日）
- +ism. 第7回公演「pride」（2009年6月11日 - 15日）
- 劇団コラソン　第10回公演「ユルネバ〜完全版」（2011年4月29日 - 5月3日）
- フェニックスプロジェクト「石棺-チェルノブイリの黙示録」（2011年8月18日 - 20日）
- 劇団コラソン 第11回公演「もしドラ－コラソン版」（2011年8月22日 - 9月26日）
- 劇団コラソン 第13回公演「キセキ」（2011年11月14日 - 12月12日）
- 劇団コラソン 第15回公演「もしドラ－コラソン版2012」（2012年7月31日 - 8月21日）
- 劇団コラソン 第16回公演「浪漫飛行2012」（2012年9月18日 - 25日）
- 月の石＆Theatre japan productions,inc PRESENT「満ち足りた庭園」（2012年10月17日 - 21日）
- 劇団コラソン 第19回公演「キセキ」（2012年12月4日 - 25日）
- 劇団コラソン 第23回公演「相棒-Red Demon don't cry」（2013年3月2日・3日）
- 劇団コラソン 第24回公演「PREZENT FOR WHO」（2013年4月19日 - 21日）
- 劇団コラソン 第25回公演「オーマイガッ！」（2013年5月14日 - 19日）
- 劇団コラソン 第26回公演「モテなキ」（2013年10月17日 - 20日）
- 劇団コラソン 第27回公演「忘年会」（2013年12月20日・21日）
- 劇団コラソン 第28回・29回・30回公演「コラソンファイトシリーズ」（2014年2月17日 - 3月2日）
- 劇団コラソン 第31回公演「桜田ファミリア〜朝日、劇団辞めるってよ」（2014年9月20日 - 23日）
- 舞台 増田こうすけ劇場 ギャグマンガ日和 〜奥の細道、地獄のランウェイ編〜（2017年2月15日 - 21日、ラフォーレミュージアム原宿）セザンヌ 役

### 映画
- ブラック・キス（2006年）
- 紅薔薇婦人（2006年）
- 真夜中の少女たち〜シブヤドロップス（2006年）
- リトルガールトリートメント（2006年）
- シンクロニシティ
- ハーブ畑の恋人
- パッチギ! LOVE&PEACE（2007年）
- Sweet Rain 死神の精度（2008年）
- サークル○サンクス（2008年）主演
- トミカヒーロー レスキューフォース 爆裂MOVIE マッハトレインをレスキューせよ!（2008年）黒衣の金髪花屋 役
- クローズZERO II（2009年）
- 板尾創路の脱獄王（2009年）
- 学校裏サイト（2009年）
- さまよう刃（2009年）伴崎敦也 役
- アジアの純真（2011年）サトウマコト 役
- 極道兵器（2011年）
- SHINE（2012年）主演・辻岡正人 役
- 月光ノ仮面（2012）
- 鳥を見て！（2012年）
- ムンクの叫び（2012年）
- 百年の時計（2013年）
- 情事（2013年）
- 蟻が空を飛ぶ日（2013年）主演・健二 役
- tig☆hagちぐはぐ（2014年）川上健次郎 役
- あいときぼうのまち（2014年6月7日公開、菅乃廣監督）沢田 役[2]
- ユルネバ〜キミは一人じゃない〜（2015年）主演・トキオ 役【東京国際フットボール映画祭 観客賞受賞】【ヨコハマ・フットボール映画祭 審査員特別賞・観客賞受賞】

### CM
- 日本赤十字社 はたちの献血キャンペーン（2004年）

### インターネットラジオ
- 黒田耕平のひまさがし
- 黒田耕平の月イチでもいいでショー